# Opere di Ugo Foscolo
Le opere di Ugo Foscolo, così come la sua biografia, sono esemplari per capire le passioni, gli ideali, i problemi di quella generazione di giovani intellettuali che vissero nel periodo napoleonico.

## Primo periodo: dal 1796 al 1803

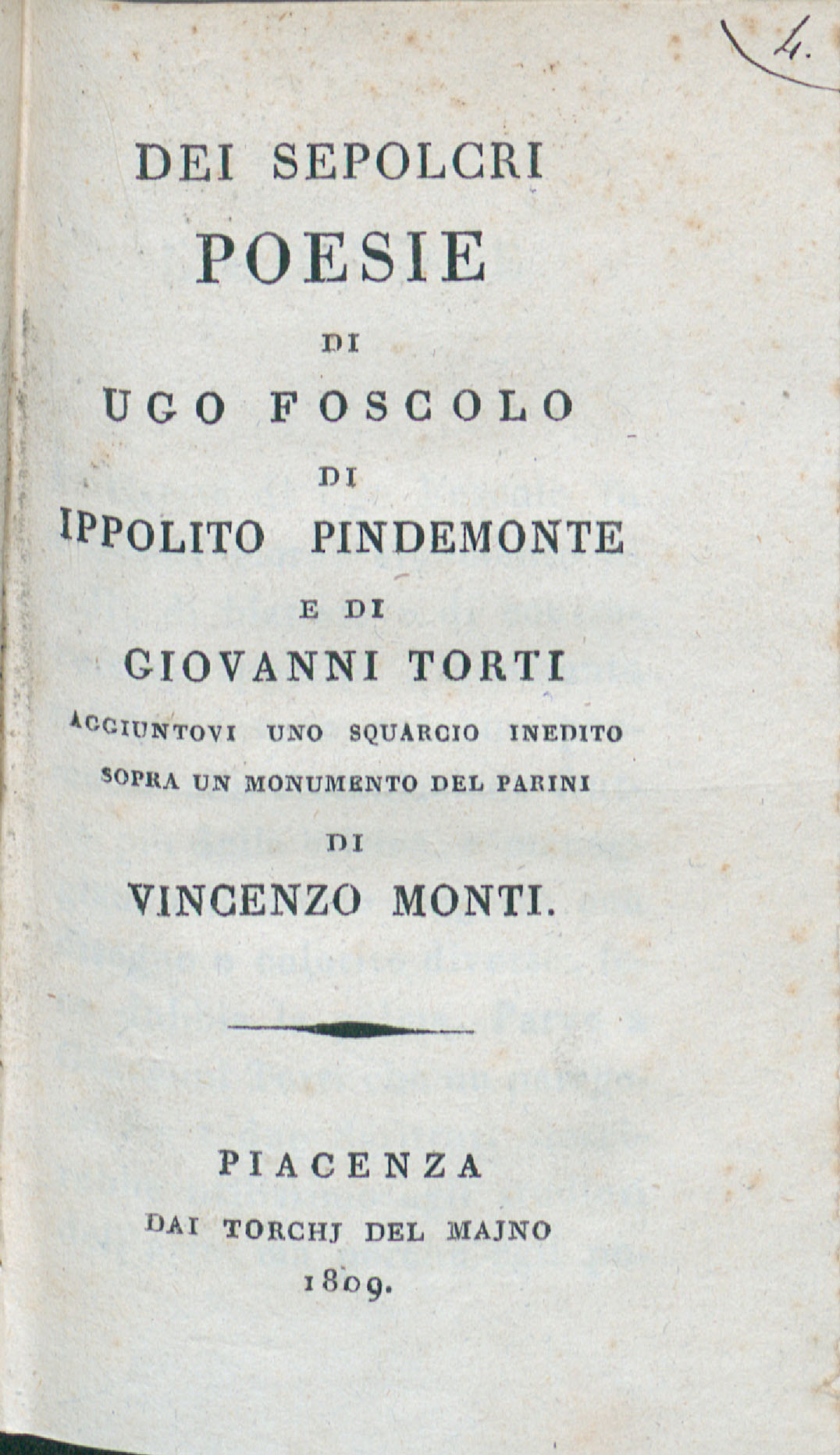

Foscolo iniziò precocemente la sua attività letteraria; se i risultati di questa produzione sono scarsi, essi rimangono tuttavia importanti. In essi infatti si possono già cogliere alcuni tratti della formazione del poeta che incideranno sulla sua futura evoluzione.
La separazione tra l'esperienza autobiografica e quella letteraria è decisamente netta. Infatti, se sul piano autobiografico, come emerge dalle lettere, si scorge un animo appassionato e ribelle dominato da un senso triste della vita, legato agli affetti familiari e ossessionato dal pensiero della morte; sul piano letterario Foscolo agiva in un'altra direzione, esercitandosi, con un utile apprendistato tecnico, su modelli come Metastasio e l'Arcadia in generale.

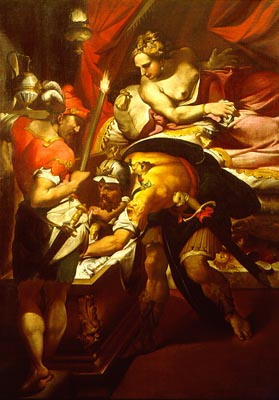
Tieste e Atreo, dipinto di Giovanni Francesco Bezzi

Solamente tra il 1795 e il 1797 Foscolo inizia ad esprimersi con degno valore stilistico, mettendo a frutto le sue conoscenze enciclopediche, ma soprattutto liberando l'animo da quella materia sentimentalmente bruciante e non ancora del tutto definita che scaturiva dalla sua indole ribelle e nello stesso tempo venata di tristezza.
Risalgono a questo periodo i quattro sonetti In morte del padre, l'elegia In morte di Amaritte e Le Rimembranze, dove si sente l'influsso del preromanticismo inglese (nella prima viene ricordato Young e in due terzine della seconda si sentono gli echi della Lettera di Eloisa ad Abelardo del Pope e delle Notti dello stesso Young). In questa seconda elegia, dove si fa cenno del sofferto amore del poeta per una Laura, viene presentata una scena simile a quella descritta nella lettera di Jacopo Ortis del 14 maggio 1798, che prova in modo indiretto che nelle Ultime lettere si trova traccia del romanzo di Laura (Laura, lettere) menzionato nel Piano di studi.
Sempre a questo periodo appartengono le odi Ai novelli repubblicani e A Bonaparte liberatore, la sua prima tragedia intitolata Tieste, il Sesto tomo dell'io e gli sciolti Al Sole, che risentono d'echi ossianeschi e younghiani ma segnano un passo verso l'originalità. Terminato in un certo senso il suo apprendistato poetico, Foscolo si cimenta nella prima opera importante, le Ultime lettere di Jacopo Ortis, che rappresenta un punto chiave del suo percorso spirituale e letterario.

### Tieste
Composta probabilmente nell'ottobre del 1795 e revisionata da Melchiorre Cesarotti, rappresentata per la prima volta il 4 gennaio 1797 al Teatro Sant'Angelo di Venezia e data alle stampe nello stesso anno, è la tragedia intitolata Tieste, che ricalca il modello alfieriano. Priva in realtà di grande pregio artistico, diede fama al giovanissimo poeta e lo fece conoscere al pubblico.

### A Bonaparte liberatore
A Bonaparte liberatore fu pubblicata nel 1797 a Bologna. Dopo alcune ristampe, fu ripubblicata a Genova nel novembre 1799, durante l'assedio della città, accompagnata da una lettera dedicatoria rivolta a Bonaparte nella quale chiamò il generale a soccorrere gli italiani. La lettera è piena di amor patrio, in difesa della libertà contro il trattato di Campoformio e contro i pericoli della dittatura. Dopo i comizi di Lione il poeta non volle più pubblicare l'ode fra i suoi componimenti.

### Sesto tomo dell'io
Il Sesto tomo dell'io composto tra il 1799 e il 1801, è un abbozzo di romanzo autobiografico rimasto incompiuto nella forma di silloge di brani.

### Ultime lettere di Jacopo Ortis
Le Ultime lettere di Jacopo Ortis dopo varie vicende vennero pubblicate nel 1802 a Milano; l'opera fu più tardi ripresa e una nuova edizione, con l'aggiunta di lettere importanti come quella famosa sull'incontro con Parini, venne pubblicata a Zurigo nel 1816, ma con falsa data: Londra 1814. Il romanzo, scritto in forma epistolare e di carattere chiaramente autobiografico, segna il momento estremo del pessimismo foscoliano. Se pur modesto dal punto di vista artistico, l'Ortis ha un grande valore nella storia della nostra letteratura come primo libro romantico intriso dal mal du siècle che aveva contagiato l'Europa.
Esso, fortemente influenzato da Werther di Goethe e dagli eventi di Campoformio, ebbe grande diffusione in Europa e anche in America.

### Le Odi
Allo stesso periodo delle Ultime lettere di Jacopo Ortis e dei Sonetti risale la composizione delle due Odi che esaltano la bellezza femminile. La prima, A Luigia Pallavicini caduta da cavallo, fu composta nel 1800; la seconda, All'amica risanata, risale al 1802. Esse vennero pubblicate insieme con i Sonetti e in edizione definitiva nel 1803.

#### A Luigia Pallavicini caduta da cavallo
A Luigia Pallavicini caduta da cavallo è la prima ode di carattere neoclassico di Foscolo, composta nella primavera del 1800 a Genova, dove il poeta era capitano dell'esercito napoleonico comandato dal generale Masséna e assediato dagli austro-russi. Lo spunto viene dato all'autore da un fatto di cronaca riferito ad una giovane gentildonna, Luigia Pallavicini, che s'infortunò durante una cavalcata sulla spiaggia, oggi scomparsa, tra Cornigliano e Sestri Ponente.
Foscolo scrive così un'"augurale consolatoria" per la contessa, augurandole di ritrovare la sua bellezza, che, cadendo dalla cavalcatura, vide deturpata .
Ne nasce un componimento che, escludendo il dramma, si trasferisce in'aura remota e favolosa in una specie di Eden dove le donne si trasformano in dee. I riferimenti al mito di Adone (come simbolo della caducità della bellezza individuale) e a quello di Artemide (che rappresenta la fugacità della bellezza universale) innalzano l'ode a più alte interpretazioni. Il Foscolo non celebra in questa ode solamente una donna, ma la bellezza come espressione di un mondo armonioso nel quale potersi rifugiare, dove la bellezza femminile viene contemplata con trepidazione perché soggetto a decadimento.

#### All'amica risanata
All'amica risanata, scritta nel 1802 in occasione della guarigione da una malattia di Antonietta Fagnani Arese, residente in una villa di Robecchetto in provincia di Milano, è un canto pieno di gioia per la salute che l'amica, della quale lo scrittore era perdutamente innamorato, riacquista. Come nell'ode precedente, il tema è quello della bellezza minacciata e risorgente e del suo alto valore consolatorio nella vita. Come in "Luigia Pallavicini" il motivo è solo un pretesto per cantare non tanto una donna ma l'idea pura della bellezza come contemplazione che aiuta ad elevarsi a pura idealità. Nell'ode compare anche un altro tema, fondamentale poi in tutte le opere di Foscolo: quello della poesia eternatrice che rende sublime il vivere, la bellezza e i valori dell'umanità.

### I sonetti
Sul fascicolo IV dell'ottobre 1802 del «Nuovo Giornale dei letterati» di Pisa, Foscolo pubblicò, con il titolo Poesie, otto sonetti, per lo più di carattere amoroso, nei quali si percepisce il senso della tristezza ineluttabile e si affronta il tema della bellezza come ristoratrice per l'animo del poeta: Non son chi fui, perì di noi gran parte, Che stai?, Te nutrice alle Muse, E tu ne' carmi avrai perenne vita, Perché taccia il rumor di mia catena, Così gl'interi giorni in luogo incerto, Meritamente, però ch'io potei, Solcata ho fronte.
Solo nell'edizione definitiva, che venne pubblicata a Milano il 2 aprile 1803 con dedica all'amico fiorentino Giovanni Battista Niccolini, sempre con il titolo Poesie, egli aggiunse altri quattro sonetti che vengono considerati tra i più belli della letteratura italiana: Alla sera, A Zacinto, Alla Musa, In morte del fratello Giovanni.
Malgrado l'apparente organicità i dodici, imponenti sonetti riflettono i diversi periodi della loro produzione e raggiungono obiettivi anch'esse differenti.

## Secondo periodo: dal 1803 al 1806
Il periodo della lirica, intenso ma breve, finirà proprio con l'ode All'amica risanata e il Foscolo non ritornerà più alle forme chiuse del sonetto e dell'ode ma cercherà di coordinare, in un insieme organico e strutturato, i convincimenti maturati in quegli anni di carattere filosofico, morale, politico e civile.
Per tre anni la poesia tace completamente e lascia il posto all'attività dello studioso e del traduttore.
Pubblica infatti, nel 1803, la traduzione in endecasillabi sciolti della Chioma di Berenice di Callimaco e lavora intanto alla traduzione dell'Iliade (sarà del 1807 L'esperimento di traduzione dell'"Iliade" di Omero) e del Viaggio sentimentale di Sterne, dal quale nascerà l'ispirazione del personaggio di Didimo Chierico. Dedicandosi così a questa intensa elaborazione culturale egli si impadroniva della tecnica dell'endecasillabo sciolto che sarà il metro usato nei Sepolcri e nelle Grazie e che egli sperimenterà nella lettera, scritta in versi a Boulogne-sur-mer tra il 1804 e il 1806, A Vincenzo Monti.

## Terzo periodo: dal 1806 al 1809
Durante gli anni dei Sepolcri Foscolo si era nuovamente impegnato nella vita politica e nell'attività educativa come docente all'Università di Pavia e ciò era servito ad allontanare la disperazione che lo rendeva inerte e a sperare ancora nel futuro con rinnovato ardore. In questo clima aveva potuto nascere l'opera civile Dei Sepolcri e l'orazione inaugurale al corso che aveva tenuto a Pavia nell'anno 1808-1809 dal titolo "Dell'origine e dell'ufficio della letteratura" che lesse il 22 gennaio del 1809.

### Dei sepolcri
I Sepolcri, o come lo intitolò il Foscolo, Dei Sepolcri è un carme composto da 295 versi endecasillabi sciolti, scritto tra il giugno e il settembre del 1806, pubblicato nel 1807 a Brescia.
Nel 1804, il decreto napoleonico di Saint-Cloud aveva ordinato, per motivi igienici, la sepoltura dei morti al di fuori dalle mura cittadine in cimiteri costruiti appositamente e che avessero una tomba comune per tutti. Il poeta, di ritorno dal soggiorno nelle Fiandre, aveva discusso dell'argomento con l'amica Isabella Teotochi Albrizzi e soprattutto con Ippolito Pindemonte, che stava scrivendo il poemetto dal titolo I Cimiteri, per riaffermare il senso del culto cristiano.
Non si possiede una esatta documentazione riguardo l'elaborazione del carme, ma la maggior parte dei critici ritiene che Foscolo abbia composto i Sepolcri sotto forma di lettera indirizzata al Pindemonte, in varie riprese, fra l'agosto 1806 e il gennaio 1807.
L'opera si accosta alla poesia preromantica anglosassone, che si ispirava al tema dei cimiteri (soprattutto alle Notti di Edward Young e all'Elegy Written in a Country Churchyard di Thomas Gray), e a quella produzione letteraria che aveva per argomento i sepolcri, nata in Francia al tempo del Direttorio. L'opera di Foscolo, però, presenta un intento nuovo, rivolto soprattutto ad esaltarne la funzione civile.

### Presentazione delle Opere di Raimondo Montecuccoli
Il capitano Ugo Foscolo, per ingraziarsi il generale Augusto Caffarelli, aiutante di campo di Napoleone e ministro della Guerra del Regno d'Italia curò una edizione delle opere di Raimondo Montecuccoli, con una ricca premessa sull'arte della guerra. L'opera si inserisce anche in una polemica con Madame de Staël sull'attitudine militare degli italiani.

### Dell'origine e dell'ufficio della letteratura
Nell'appassionata orazione sull'importanza della parola, che Foscolo legge il 22 gennaio 1809 alla lezione inaugurale del corso che è chiamato a tenere all'Università di Pavia, si trovano tutte le linee della sua poetica. Il fulcro tematico dell'orazione è l'esaltazione della parola che l'autore ritiene uno strumento insostituibile per rappresentare il pensiero e dare forma alla fantasia. Egli sostiene che l'esigenza di comunicare sia tipica dell'uomo e abbia una funzione sociale utile a mantenere l'ordine e l'armonia. Con la parola, dice Foscolo, si fanno nascere le leggi, vengono fondate le religioni, si tramandano le conoscenze. Se la società si sviluppa è perché c'è stato lo sviluppo della lingua che è indice di progresso, di civilizzazione e di letteratura. Nell'orazione Foscolo tratta anche del rapporto tra scienza e letteratura, che ritiene essere complementari e quindi necessarie. Infine prende in analisi il fiorire delle lettere nella Grecia antica e le cause della sua corruzione che individua nell'opera dei sofisti, colpevoli di aver ridotto la poesia in retorica e di aver condannato il pensiero di Socrate.

## Quarto periodo: dal 1809 al 1812
Proprio quando pareva al Foscolo di aver trovato la serenità, la cattedra di eloquenza da lui tenuta venne soppressa e la mancanza di contatto con i giovani e le nuove difficoltà economiche segnano un'altra svolta nella sua vita. Nel frattempo anche l'involuzione della politica di Napoleone in senso antiliberale e imperialista aumentano la convinzione che i suoi ideali civili e letterari siano solamente delle illusioni e il pessimismo del poeta si fa più radicale allontanandolo dalla scena politica e chiudendolo in uno stanco isolamento. Le opere che scrive in questo periodo, Sull'origine e i limiti della giustizia, i Discorsi sulla servitù d'Italia, la Lettera apologetica, fanno ben intendere in che stato di solitudine nel campo delle ideologie politiche si trovasse il poeta. Il pessimismo di questo periodo lo spinge ad esaltare, sulla scorta di Machiavelli e di Hobbes, l'autorità del principe e il diritto del più forte a primeggiare sulla plebe come dimostra nella tragedia Ajace e nelle lettere di questo periodo.

### Ajace
La tragedia in cinque atti Ajace venne composta tra il 1810 e il 1811 e rappresentata nel dicembre di quest'ultimo anno alla Teatro alla Scala di Milano con insuccesso perché la polizia, avendovi trovato delle allusioni a Bonaparte, ne proibì ogni altra rappresentazione.

## Quinto periodo: dal 1812 al 1816

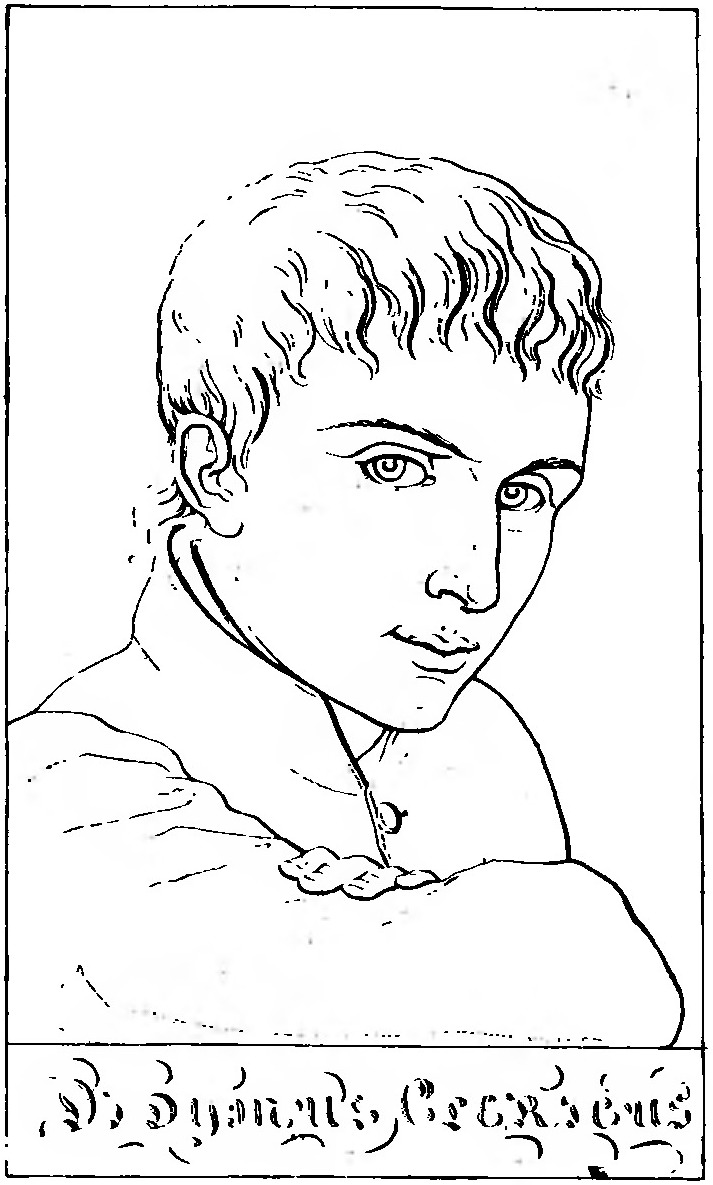
Ritratto di Didimo Chierico in antiporta alla Notizia

Con la rappresentazione dell'Ajace Foscolo esce dalla vita politica e lascia Milano e cerca un rifugio tranquillo a Firenze dove, con un animo più staccato e sereno, lavora alle traduzioni.
Negli anni tra il 1812 e il 1813 scrive un'altra tragedia, la Ricciarda, e compone la Notizia intorno a Didimo Chierico, che rappresenta un documento dal quale si può capire quale fosse la predisposizione d'animo di Foscolo in quegli anni.
È lo stesso stato d'animo con il quale egli compone il carme Le Grazie e che, come fenomeno non isolato, gli aveva già fatto scrivere precedentemente il Sesto tomo dell'io, l'epistola in versi A Vincenzo Monti, che ritornerà nell'Hypercalipsis del 1815 e nelle Lettere dall'Inghilterra, che verranno pubblicate postume nel 1850 con il titolo Gazzettino del bel mondo.

### Notizia intorno a Didimo Chierico
Didimo Chierico è un personaggio immaginario dal quale in Francia Foscolo avrebbe ricevuto il manoscritto della traduzione del Viaggio sentimentale di Laurence Sterne con un invito a renderlo pubblico. L'immagine che il Foscolo ritrae nel Didimo, che è poi una sua nuova proiezione ideale, è distaccata ed ironica. Come scrive il Fubini, «Didimo è l'anti-Ortis, o per meglio dire l'Ortis sopravvissuto, divenuto letterato, traduttore, commentatore, meglio disposto all'indulgenza verso sé e verso gli altri, ma con nell'animo integri gli ideali e i sentimenti di un giorno: un Ortis che, scrutato a fondo, si rivela a dir del suo autore, più disingannato che rinsavito».

### Ricciarda
La Ricciarda, terza tragedia di Foscolo in cinque atti e in endecasillabi sciolti, venne composta nel 1813 e rappresentata nello stesso anno a Bologna al "Teatro del Corso" il 17 settembre dello stesso anno ottenendo l'insuccesso già toccato all'Aiace. La pubblicazione della tragedia risale invece al 1820 quando Foscolo abitava già a Londra da quattro anni.

## Sesto periodo: dal 1816 al 1827
L'esilio del poeta, dopo Zurigo, continuò in Inghilterra dove Foscolo trovò inizialmente una buona accoglienza negli ambienti liberali di Londra e dove, costretto dalle necessità economiche, si dedicò prevalentemente all'attività editoriale e giornalistica. Progressivamente questo suo esilio londinese lo allontanò dalle vicende politiche d'Italia, anche perché egli non riuscì a stabilire buoni contatti con gli altri esuli che in quegli anni erano confluiti in Inghilterra, come Confalonieri, Berchet, Santorre di Santa Rosa e altri. L'allontanamento dalla politica accentuò il suo interesse di saggista e di critico della letteratura italiana sia contemporanea che antica.
Risalgono a questi anni, oltre a nuovi saggi di traduzioni omeriche, la quarta edizione dell'Ortis pubblicata a Londra nel 1817, la lunga elaborazione di una raccolta che rimase incompiuta di saggi di costume - Lettere scritte dall'Inghilterra, - di cui una parte edita postuma con il titolo Gazzettino del bel mondo, la Lettera apologetica che venne anch'essa pubblicata postuma e inoltre i saggi di critica letteraria tra i quali il Saggio sullo stato della letteratura contemporanea in Italia pubblicato nel 1818, Della nuova scuola drammatica italiana del 1826, i Saggi sul Petrarca del 1821, le Epoche della lingua italiana del 1823, il Discorso sul testo del poema di Dante del 1825, il Discorso storico sul testo del Decamerone dello stesso anno, Antiquarj e critici di materiali storici in Italia per servire alla storia europea nel medio evo (pubblicato anonimo nel 1826 a Londra in «The Retrospective Review» in traduzione inglese, con il titolo On the Antiquarians and Critics of Italian History).

### Le Grazie (1803-1827)
Iniziate nel 1803, composte in gran parte dopo il 1810, furono concluse nella forma attuale nell'ultimo periodo; i frammenti furono uniti solo in edizione postuma.

### Il Gazzettino del bel mondo
Scritto nei primi anni di esilio a Londra con la data 1817 il saggio è formato da otto lettere, con l'aggiunta di alcuni frammenti, indirizzate al conte Cicogna nelle quali Foscolo fa un paragone tra la realtà inglese e quella italiana e discute di moda, letteratura e politica. L'opera, che nell'intento dell'autore doveva essere più ampia, rimase incompiuta e fu pubblicata solamente nel 1850.

### Lettera Apologetica
La lettera, rimasta incompiuta, consiste in una narrazione poco serena delle vicende politiche dell'autore dal 1814 in poi con la quale egli intendeva difendersi dalle calunnie dei suoi nemici. Essa può considerarsi il suo testamento politico che, per bellezza artistica, può gareggiare con la Notizia intorno a Didimo Chierico. La lettera apologetica fu completata tra il 1825 e il 1826, per poi essere pubblicata postuma nel 1844 a cura di Giuseppe Mazzini.

## Edizioni
- Opere edite e postume, 12 voll., Firenze, F. Le Monnier, 1850-90.
- Prose, a cura di Vittorio Cian, 3 voll., Bari, G. Laterza, 1912-20 («Scrittori d'Italia», 42, 57, 87).
- Opere, a cura di Enzo Bottasso, 2 voll., Torino, UTET, 1948-49.
- Opere, a cura di Mario Puppo, Milano, Ugo Mursia, 1962 («I classici italiani», 10).

### Edizione nazionale
- Vol. 1: Poesie e carmi: poesie, Dei sepolcri, poesie postume, Le Grazie, a cura di Francesco Pagliai, Gianfranco Folena, Mario Scotti, Firenze, F. Le Monnier, 1985, XII + 1299 pp., ISBN 88-00-81111-6.[6]
- Vol. 2: Tragedie e poesie minori, a cura di Guido Bezzola, Firenze, F. Le Monnier, 1961, CXXXVII + 468 pp.
- Vol. 3, parte 1: Esperimenti di traduzione dell'Iliade (1803-1817), edizione critica a cura di Gennaro Barbarisi, Firenze, F. Le Monnier, 1961, CXXVIII + 475 pp.
- Vol. 3, parte 2: Esperimenti di traduzione dell'Iliade (1817-1826), edizione critica a cura di Gennaro Barbarisi, Firenze, F. Le Monnier, 1965, pp. 480-1052.
- Vol. 3, parte 3: Esperimenti di traduzione dell'Iliade (1826), edizione critica a cura di Gennaro Barbarisi, Firenze, F. Le Monnier, 1967, pp. 1054-1633.
- Vol. 4: Ultime lettere di Jacopo Ortis (nelle tre lezioni del 1798, 1802, 1817), edizione critica a cura di Giovanni Gambarin, Firenze, F. Le Monnier, 1955 (ristampe 1970 e 1993, ISBN 88-00-81117-5), LXXXIV + 549 pp.
- Vol. 5: Prose varie d'arte, edizione critica a cura di Mario Fubini, Firenze, F. Le Monnier, 1951 (ristampa 1979, ISBN 88-00-81118-3), CXVIII + 458 pp.
- Vol. 6: Scritti letterari e politici: dal 1796 al 1808, a cura di Giovanni Gambarin, Firenze, F. Le Monnier, 1972, CL + 737 pp.
- Vol. 7: Lezioni, articoli di critica e di polemica: 1809-1811, edizione critica a cura di Emilio Santini, Firenze, F. Le Monnier, 1933 (ristampe 1967, 1979, ISBN 88-00-81120-5), LIII + 484 pp.
- Vol. 8: Prose politiche e letterarie dal 1811 al 1816: Frammenti sul Machiavelli, Ipercalisse, Storia del sonetto, Discorsi sulla servitu dell'Italia, Scritti vari, edizione critica a cura di Luigi Fassò, Firenze, F. Le Monnier, 1933 (ristampe 1967, 1972), CXXIX + 408 pp.
- Vol. 9, parte 1: Studi su Dante, a cura di Giovanni Da Pozzo, Firenze, Le Monnier, 1979, CLXV + 809 pp., ISBN 88-00-81138-8.
- Vol. 9, parte 2: Studi su Dante, a cura di Giorgio Petrocchi, Firenze, Le Monnier, 1981, L + 400 pp., ISBN 88-00-81122-1.
- Vol. 10: Saggi e discorsi critici. Saggi sul Petrarca, Discorso sul testo del Decameron, Scritti minori su poeti italiani e stranieri, 1821-1826, edizione critica a cura di Cesare Foligno, Firenze, F. Le Monnier, 1953, LXXIII + 612 pp.
- Vol. 11, parte 1: Saggi di letteratura italiana. Epoche della lingua italiana, edizione critica a cura di Cesare Foligno, Firenze, F. Le Monnier, 1958, XCVII + 276 pp.
- Vol. 11, parte 2: Saggi di letteratura italiana. Poemi narrativi, Donne erudite, Dei viaggi classici, Intorno ad antiquari e critici, La letteratura periodica italiana, Saggio sulla letteratura contemporanea in Italia, Della nuova scuola drammatica italiana, ed. critica a cura di Cesare Foligno, Firenze, Le Monnier, 1958, 628 pp.
- Vol. 12: Scritti vari di critica storica e letteraria, (1817-1827), a cura di Uberto Limentani con la collaborazione di J. M. A. Lindon, Firenze, F. Le Monnier, 1978, CLIX + 726 pp.
- Vol. 13, parte 1: Prose politiche e apologetiche (1817-1827). Scritti sulle isole Ionie e su Parga, a cura di Giovanni Gambarin, Firenze, F. Le Monnier, 1964, CXXV + 593 pp.
- Vol. 13, parte 2: Prose politiche e apologetiche (1817-1827). La rivoluzione di Napoli del 1798-1799, lettera apologetica, a cura di Giovanni Gambarin, Firenze, F. Le Monnier, 1964, 262 pp.
- Vol. 14: Epistolario. Volume 1, Ottobre 1794-Giugno 1804, a cura di Plinio Carli, Firenze, Le Monnier, 1949, LII + 462 pp.
- Vol. 15: Epistolario. Volume 2, Luglio 1804-Dicembre 1808, a cura di Plinio Carli, Firenze, F. Le Monnier, 1952 (ristampa 1979, ISBN 88-00-81130-2), XV + 618 pp.
- Vol. 16: Epistolario. Volume 3, 1809-1811, a cura di Plinio Carli, Firenze, F. Le Monnier, 1953 (ristampa 1979, ISBN 88-00-81131-0), XI + 624 pp.
- Vol. 17: Epistolario. Volume 4, 1812-1813, a cura di Plinio Carli, Firenze, F. Le Monnier, 1954 (ristampa 1979), XVI + 511 pp.
- Vol. 18: Epistolario. Volume 5, 1814-Primo trimestre 1815, a cura di Plinio Carli, Firenze, F. Le Monnier, 1956, XVI + 451 pagg.
- Vol. 19: Epistolario. Volume 6, 1 Aprile 1815-7 Settembre 1816, a cura di Giovanni Gambarin e Francesco Tropeano, Firenze, F. Le Monnier, 1966, XXI + 683 pp.
- Vol. 20: Epistolario. Volume 7, 7 settembre 1816-fine del 1818, a cura di Mario Scotti, Firenze, F. Le Monnier, 1970, XV + 551 pp.
- Vol. 21: Epistolario. Volume 8, 1819-1821, a cura di Mario Scotti, Firenze, F. Le Monnier, 1974, XVI + 540 pp.
- Vol. 22: Epistolario. Volume 9, 1822-1824, a cura di Mario Scotti, Firenze, F. Le Monnier, 1994, XVII + 573 pp., ISBN 88-00-81137-X.

### Edizioni di opere singole
- Antiquarj e critici. On the Antiquarians and Critics, Edizione critica bilingue a cura di Paolo Borsa, Prima ristampa riveduta e corretta, Milano, Ledizioni, 2012 («La ragione critica», 1), ISBN 978-88-95994-13-0.